# Pięciobój nowoczesny na Światowych Wojskowych Igrzyskach Sportowych 2015 – kobiet indywidualnie
Pięciobój nowoczesny kobiet podczas 6. Światowych Wojskowych Igrzyskach Sportowych rozegrany został w ramach pięcioboju nowoczesnego w dniu 8 października 2015 w koreańskim Mungyeongu podczas światowych igrzysk wojskowych. Polka Oktawia Nowacka zdobyła złoty medal.
Rywalizacja toczyła się na obiektach KAFAC Modern Pentathlon Place. Zawody były równocześnie traktowane jako 43 Wojskowe Mistrzostwa Świata w pięcioboju nowoczesnym.

## Terminarz
Wszystkie godziny podane są w czasie koreańskim (UTC+09:00) oraz polskim (CEST).
| Harmonogram przebiegu konkurencji | Harmonogram przebiegu konkurencji | Harmonogram przebiegu konkurencji | Harmonogram przebiegu konkurencji |
| Data                              | Godzina rozpoczęcia               | Godzina rozpoczęcia               | Wydarzenie                        |
| Data                              | (UTC+08:00                        | CET                               | Wydarzenie                        |
| --------------------------------- | --------------------------------- | --------------------------------- | --------------------------------- |
| 8 października 2015(dts)          | 07:30                             | 16:30                             | pływanie                          |
| 8 października 2015(dts)          | 09:00                             | 18:00                             | szermierka                        |
| 8 października 2015(dts)          | 14:00                             | 23:00                             | jazda konna                       |
| 8 października 2015(dts)          | 17:00                             | 02:00                             | bieg przełajowy (ze strzelaniem)  |

## Uczestniczki
Do startu zgłoszonych zostało 27 zawodniczek reprezentujących 14 kraje, na starcie stanęło 26 (Łotyszka nie stanęła na starcie), a spośród nich najlepsza okazała się Polka Oktawia Nowacka.

- Argentyna (1)
- Białoruś (1)
- Brazylia (2)
- Chiny (4)
- Egipt (1)
- Francja (1)
- Kazachstan (1)
- Litwa (3)
- Łotwa (1)
- Niemcy (3)
- Polska (1)
- Rosja (4)
- Ukraina (3)
- Włochy (1)

## Medalistki
| Złoto                    | Srebro                        | Brąz                  |
| Drużyna / Zawodniczka    | Drużyna / Zawodniczka         | Drużyna / Zawodniczka |
| Oktawia Nowacka · Polska | Ekaterina Churaszkina · Rosja | Wang Wei · Chiny      |

## Wyniki
| Miejsce | Zawodniczka             | Reprezentacja | Pkt  | Uwagi |
| ------- | ----------------------- | ------------- | ---- | ----- |
| 01 !    | Oktawia Nowacka         | Polska        | 1349 |       |
| 02 !    | Ekaterina Churaszkina   | Rosja         | 1336 |       |
| 03 !    | Wang Wei                | Chiny         | 1333 |       |
| 4       | Yane Campos da Fonseca  | Brazylia      | 1309 |       |
| 5       | Ye Aonan                | Chiny         | 1302 |       |
| 6       | Annika Schleu           | Niemcy        | 1297 |       |
| 7       | Arina Azdravina         | Kazachstan    | 1293 |       |
| 8       | Wang Xinyao             | Chiny         | 1291 |       |
| 9       | Alise Fachrutdinova     | Rosja         | 1287 |       |
| 10      | Anastazja Spas          | Ukraina       | 1277 |       |
| 11      | Lavinia Bonessio        | Włochy        | 1270 |       |
| 12      | Ronja Doernig           | Niemcy        | 1270 |       |
| 13      | Karolina Guzausksite    | Litwa         | 1252 |       |
| 14      | Swietłana Lebiediewa    | Rosja         | 1249 |       |
| 15      | Larissa Tiburcio Lellys | Brazylia      | 1240 |       |
| 16      | Anna Sawczenko          | Rosja         | 1227 |       |
| 17      | Walerija Permykina      | Ukraina       | 1211 |       |
| 18      | Lina Batuleviciute      | Litwa         | 1196 |       |
| 19      | Johanna Ayelen Zapata   | Argentyna     | 1194 |       |
| 20      | Volha Ivaniuszyna       | Białoruś      | 1189 |       |
| 21      | Élodie Clouvel          | Francja       | 1180 |       |
| 22      | Gintarė Venčkauskaitė   | Litwa         | 1032 |       |
| 23      | Wiktorija Tereszczuk    | Ukraina       | 999  |       |
| 24      | Pia Adermann            | Niemcy        | 906  |       |
| 25      | Wang Shiqi              | Chiny         | 497  |       |
| 26      | Haydy Morsy             | Egipt         | 422  |       |